# Luiz Carlos Buruca
Luiz Carlos Buruca (nome de batismo: Luiz Carlos Pulchério de Medeiros; (São João Del-Rei, 6 de outubro de 1948 — Rio de Janeiro, 29 de abril de 2012) foi um ator e diretor teatral brasileiro.
Estreando aos 19 anos em Brasília, numa peça de Maria Clara Machado, Chapeuzinho Vermelho, Buruca trabalhou no teatro em diversas peças, brasileiras, como Memórias de um Sargento de Milícias, Vestido de Noiva, Deus lhe Pague, Apenas Bons Amigos, Toda Nudez Será Castigada, A Estrela Dalva, Bonitinha mas Ordinária, e montagens brasileiras de obras estrangeiras como Equus, Charity, Meu Amor, O Tempo e os Conways, Bent e o supermusical A Chorus Line, de 1983, como ator e bailarino. Como diretor, encenou Pippin e Pluft, o Fantasminha, além de Uma Família Feliz, de Hans Christian Andersen, entre outros.
Na televisão, participou de diversas novelas, entre elas A Moreninha, Estúpido Cupido, Cambalacho,Kananga do Japão (onde viveu o cantor Vicente Celestino), O Clone, Alma Gêmea, entre outras. Além de telenovelas, Buruca também esteve em programas da linha de shows da Rede Globo como Planeta dos Homens, Viva o Gordo, Chico Anysio Show e minisséries como Ciranda Cirandinha, Plantão de Polícia e Castelo Rá Tim Bum, da TV Educativa.
No cinema, teve participações em Menino do Rio, O País dos Tenentes e Sonhos de Menina Moça.
Formado em jornalismo pela Universidade de Brasília, foi diretor artístico do SATED-RJ (Sindicato dos Artistas e Técnicos em Espetáculos de Diversões do Estado do Rio de Janeiro).
Faleceu na tarde do dia 29 de abril de 2012, aos 63 anos, no Hospital Rio Laranjeiras, na Zona Sul do Rio de Janeiro, de uma parada cardíaca. De acordo com a amiga Lidoka, cantora do antigo grupo vocal As Frenéticas, Buruca tinha problemas pulmonares.